# Do-jeon! Supermodel Korea (mùa 3)
Do-jeon! Supermodel Korea, Mùa 3 (hay Korea's Next Top Model, Mùa 3) là mùa thứ hai của Do-jeon! Supermodel Korea mà trong đó, một số thí sinh khao khát cạnh tranh giành danh hiệu Korea's Next Top Model và cơ hội để bắt đầu sự nghiệp của họ trong ngành người mẫu.
Điểm đến quốc tế của mùa này là Siem Reap dành cho top 8 và Mũi Né dành cho top 7.
Người chiến thắng trong cuộc thi là Choi So Ra, 20 tuổi. Các giải thưởng của cô là:
- 1 hợp đồng người mẫu với YGKPlus Models
- 1 hợp đồng người mẫu với Major Model Management ở New York
- Được lên ảnh bìa tạp chí W
- Giải thưởng tiền mặt trị giá ₩100.000.000

## Các thí sinh
(Độ tuổi tính từ ngày dự thi và sử dụng hệ thống xác định tuổi của Hàn Quốc)
| Thí sinh | Thí sinh      | Tuổi | Chiều cao                 | Quê quán  | Bị loại ở | Hạng  |
| -------- | ------------- | ---- | ------------------------- | --------- | --------- | ----- |
| 권다민   | Kwon Da Min   | 27   | 171,5 cm (5 ft 7+1⁄2 in)  | Gyeonggi  | Tập 2     | 18–16 |
| 민해린   | Min Hae Rin   | 17   | 175,1 cm (5 ft 9 in)      |           | Tập 2     | 18–16 |
| 정한솔   | Jung Han Sol  | 23   | 176,1 cm (5 ft 9+1⁄2 in)  |           | Tập 2     | 18–16 |
| 이슬기   | Lee Seul Ki   | 24   | 167,3 cm (5 ft 6 in)      |           | Tập 3     | 15    |
| 지소연   | Ji So Yeon    | 17   | 170,8 cm (5 ft 7 in)      | Daejeon   | Tập 4     | 14    |
| 장미림   | Jang Mi Rim   | 19   | 174,4 cm (5 ft 8+1⁄2 in)  | Gyeongsan | Tập 5     | 13    |
| 허경희   | Heo Kyung Hee | 23   | 170,9 cm (5 ft 7+1⁄2 in)  | Seoul     | Tập 6     | 12    |
| 윤은화   | Yoon Eun Hwa  | 19   | 181,8 cm (5 ft 11+1⁄2 in) | Seoul     | Tập 8     | 11    |
| 최한빛   | Choi Han Bit  | 26   | 180,4 cm (5 ft 11 in)     | Gangneung | Tập 8     | 10    |
| 홍지수   | Hong Ji Su    | 18   | 175,8 cm (5 ft 9 in)      | Seoul     | Tập 8     | 9     |
| 최세희   | Choi Se Hee   | 22   | 174,2 cm (5 ft 8+1⁄2 in)  | Seoul     | Tập 9     | 8     |
| 강초원   | Kang Cho Won  | 22   | 169,8 cm (5 ft 7 in)      | Seoul     | Tập 10    | 7     |
| 이민정   | Lee Min Jung  | 19   | 177,7 cm (5 ft 10 in)     |           | Tập 11    | 6     |
| 이나현   | Lee Na Hyun   | 24   | 174 cm (5 ft 8+1⁄2 in)    | Seoul     | Tập 13    | 5–4   |
| 고소현   | Go So Hyun    | 23   | 166,7 cm (5 ft 5+1⁄2 in)  | Incheon   | Tập 13    | 5–4   |
| 여연희   | Yeo Yeon Hee  | 21   | 167,2 cm (5 ft 6 in)      | Seoul     | Tập 15    | 3     |
| 김진경   | Kim Jin Kyung | 16   | 172 cm (5 ft 7+1⁄2 in)    | Seoul     | Tập 15    | 2     |
| 최소라   | Choi So Ra    | 21   | 178,5 cm (5 ft 10+1⁄2 in) | Bucheon   | Tập 15    | 1     |

## Các tập

### Tập 1: Spoiler
Khởi chiếu: 14 tháng 7 năm 2012
Yoon Ju cùng với top 4 của mùa trước cùng thảo luận và theo dõi vòng sơ tuyển cho mùa giải mới của một số thí sinh.
- Khách mời đặc biệt: Song Hae Na, Lee Jenny, Jin Jung Sun, Park Seul Ki, Kim Sung Il, Lee Hyun Yi, Oh Jung Seok, Kim Sung Hyun, Park Seung Gun, Han Hye Jin, Nam Hyun Bum, Kim Won Kyung

### Tập 2: Airport Fashion Couture and Captivating Goddesses of Nature
Khởi chiếu: 21 tháng 7 năm 2012
Từ 1000 cô gái đăng kí dự thi, 30 thí sinh bán kết được đưa tới tại Sân bay quốc tế Incheon để bắt đầu cuộc thi. Sau đó, họ được gặp Yoon Ju, cố vấn người mẫu Choi Mi Ae & giám đốc sáng tạo Han Hye Yeon cho thử thách catwalk theo nhóm 3 người, trước khi có buổi chụp hình đầu tiên hóa thân thành những hành khách thời trang ở sân bay. Vào buổi đánh giá đầu tiên, 16 cô gái đã được chọn và sẽ được bay tới Jeju. Sau đó, Mi Ae & Hye Yeon đã quyết định chọn thêm 2 người nữa và Hae Rin & Da Min là 2 thí sinh cuối cùng được tham gia vào cuộc thi. Như vậy, 18 cô gái đã được chọn và sẽ bước vào cuộc thi.
Ngày hôm sau, họ được đưa tới trang trại Samdasoo đã có buổi chụp hình tiếp theo hóa thân thành nữ thần của Đảo Jeju khi hòa mình vào thiên nhiên. Vào buổi đánh giá ngày tiếp theo với sự xuất hiện giám khảo khách mời là Kim Yeong Jun, So Ra là người được gọi tên đầu tiên còn Da Min, Hae Rin & Han Sol là 3 thí sinh đầu tiên bị loại.
- Nhiếp ảnh gia: Nam Hyun Bum, Kim Yeong Jun

### Tập 3: Conceptional Group Shots
Khởi chiếu: 28 tháng 7 năm 2012
15 cô gái còn lại được gặp Mi Ae tại một cảng du thuyền và phải tự lập nhóm 5 người cho thử thách quay video thời trang trong 5 giờ, khi mỗi nhóm sẽ được một chủ đề riêng và những đạo cụ cho chủ đề đó. Kết quả là Han Bit, Kyung Hee, Seul Ki, So Hyun & So Yeon chiến thắng thử thách và sẽ được một bữa tối trên du thuyền.
Ngày hôm sau, họ được đưa tới Đồi Seopjikoji cho buổi chụp hình tiếp theo theo nhóm được chia ở thử thách trước, khi họ sẽ được hóa thân thành 5 chị em thời trang giống nhau. Sau đó, họ được di chuyển tới ngôi nhà chung tại Seoul, trước khi có một buổi nói chuyện với người mẫu Kang Seung Hyun. Vào buổi đánh giá ngày tiếp theo với sự xuất hiện giám khảo khách mời là Kang Seung Hyun, Cho Won là người được gọi tên đầu tiên còn Seul Ki là thí sinh tiếp theo bị loại.
- Nhiếp ảnh gia: Kim Yeong Jun
- Khách mời đặc biệt: Kang Seung Hyun

### Tập 4: High Fashion Editorial Olympiads
Khởi chiếu: 4 tháng 8 năm 2012
14 cô gái còn lại đã bị đánh thức dậy sớm và được gặp Mi Ae tại Thẩm mỹ viện Jenny House ở Cheongdam để nhận diện mạo mới của mình. Quay về ngôi nhà chung, họ được nhận một tủ phụ kiện và quần áo từ H&M.
Ngày hôm sau, họ được đưa tới Đại học Thể thao Quốc gia Hàn Quốc cho buổi chụp hình tiếp theo hóa thân thành những vận động viên Olympic thời trang, khi họ sẽ tạo dáng trong một môn thể thao bất kì. Vào buổi đánh giá ngày tiếp theo với sự xuất hiện giám khảo khách mời là Zo Sun Hi, Jin Kyung là người được gọi tên đầu tiên còn So Yeon là thí sinh tiếp theo bị loại.
- Nhiếp ảnh gia: Zo Sun Hi
- Khách mời đặc biệt: Park Tae Yang, Kim Hyun Sook, Yoo Young Kyu

### Tập 5: Petitzel Orange Commercial
Khởi chiếu: 11 tháng 8 năm 2012
13 cô gái còn lại được đưa tới quản lí người mẫu ESteem Models cho một buổi học catwalk với Yoon Ju. Ngày hôm sau, họ được đưa tới một rạp hát cho thử thách trình diễn một bài hát nhạc kịch nổi tiếng bằng cách viết lại lời bài hát dựa trên câu chuyện của họ và họ sẽ được luyện âm từ đạo diễn Kolleen Park. Kết quả là Min Jung chiến thắng thử thách và cô chọn Ji Su để cùng nhận thưởng là một buổi mua sắm từ Suecomma Bonnie trị giá ₩2.000.000, trong khi những người còn lại sẽ được Min Jung phân công dọn dẹp nhà cửa.
Ngày tiếp theo, họ được gặp Hye Yeon, đạo diễn Cha Eun Taek và giám đốc thương hiệu Petitzel Jang Moon Jeong cho một buổi quay quảng cáo cho nước cam Petitzel lấy cảm hứng từ bộ phim Breakfast at Tiffany's, khi họ sẽ đi qua cửa kính cửa hàng và tò mò nhìn sản phẩm bên trong và nói một câu lời thoại mà họ phải tự nghĩ ra. Vào buổi đánh giá ngày hôm sau với sự xuất hiện giám khảo khách mời là Cha Eun Taek, So Hyun là người được gọi tên đầu tiên và sẽ được xuất hiện trong chiến dịch quảng cáo cho Petitzel, còn Mi Rim là thí sinh tiếp theo bị loại.
- Khách mời đặc biệt: Kolleen Park, Jang Moon Jeong, Cha Eun Taek

### Tập 6: "High" Fashion Spy
Khởi chiếu: 18 tháng 8 năm 2012
12 cô gái còn lại được nhận một bất ngờ khi nhìn thấy Người Nhện lơ lửng bên cửa sổ ngôi nhà chung. Sau đó, họ gặp Mi Ae tại Trường Hành động Paju Heyri và được chia cặp với nhau cho thử thách thể hiện các pha hành động trong khi bị treo ngang lơ lửng trên tường của tòa nhà. Kết quả là Cho Won & Jin Kyung chiến thắng thử thách nên sẽ được nghỉ qua đêm tại phòng Royal Suite của khách sạn The Shilla và một buổi tối thư giãn spa cùng với một túi mỹ phẩm trị giá ₩1.000.000 từ Guerlain, trong khi những người còn lại sẽ được Cho Won & Jin Kyung phân công dọn dẹp nhà cửa.
Ngày hôm sau, họ được đưa tới Northeast Asia Trade Tower và nhận được tin nhắn từ Jay Manuel thông qua màn hình về buổi chụp hình tiếp theo hóa thân thành những điệp viên bí mật trong bữa tiệc trong khi treo ngang lơ lửng trên cửa sổ tầng 6 của tòa nhà, trước khi nhận được bất ngờ khi chính Jay sẽ cùng với Hye Yeon chỉ dẫn trong suốt buổi chụp hình và So Hyun sẽ được sắp xếp thứ tự chụp hình vì được gọi tên đầu tiên ở tập trước. Vào buổi đánh giá ngày tiếp theo với sự xuất hiện giám khảo khách mời là Oh Joong Seok & Jay Manuel, So Hyun là người được gọi tên đầu tiên còn Kyung Hee là thí sinh tiếp theo bị loại.
- Nhiếp ảnh gia: Oh Joong Seok
- Khách mời đặc biệt: Go Eun Kyung, Jay Manuel

### Tập 7: Vampire Brides
Khởi chiếu: 25 tháng 8 năm 2012
11 cô gái còn lại được đưa tới khách sạn Sheraton cho một buổi hẹn hò với 8 anh chàng đẹp trai và không biết rằng là Mi Ae đang bí mật theo dõi bọn họ qua máy quay để kiểm tra thái độ và sự chuyên nghiệp của họ. Kết quả là Cho Won & Ji Su chiến thắng thử thách và sẽ được một chiếc đồng hồ từ Gucci. Sau đó, họ đã có một buổi casting và phỏng vấn với giám đốc casting Christian Paris từ Major Model Management. Kết quả là Eun Hwa là người không để lại ấn tượng tốt nhất với Christian nên cô là thí sinh tiếp theo phải ra về.
Ngày hôm sau, 10 cô gái còn lại được đưa tới nhà thờ Jukseong ở Busan cho buổi chụp hình tiếp theo hóa thân thành cô dâu của ma cà rồng và họ sẽ tạo dáng cùng với một người mẫu nam là Fabien Yoon hoặc An Jae Hyeon. Tuy nhiên, mỗi người mẫu nam sẽ chỉ chọn 3 người để chụp hình cùng nên Jin Kyung, Ji Su, Na Hyun & Yeon Hee sẽ phải chụp hình một mình vì không được chọn và So Hyun sẽ được sắp xếp thứ tự chụp hình vì được gọi tên đầu tiên ở tập trước. Vào buổi đánh giá ngày tiếp theo với sự xuất hiện giám khảo khách mời là Kim Wook & Christian Paris, So Hyun là người được gọi tên đầu tiên còn Han Bit là thí sinh tiếp theo bị loại.
- Nhiếp ảnh gia: Kim Wook
- Khách mời đặc biệt: Christian Paris, Fabien Yoon, An Jae Hyeon

### Tập 8: Underwater Mermaids
Khởi chiếu: 1 tháng 9 năm 2012
9 cô gái còn lại được gặp Mi Ae tại tòa nhà Miseung cho một buổi học catwalk trong trang phục haute couture của nhà thiết kế Nam Yong Seop. Sau đó, họ đã có thử thách trình diễn thời trang trong bộ sưu tập Thu-Đông 2012 của Steve J & Yoni P trên đường phố, khi họ sẽ phải đi trên 5 bàn xoay di chuyển ở các hướng khác nhau. Mặc dù bị thương ở mắt cá chân trong buổi tập catwalk vừa rồi, Ji Su chiến thắng thử thách và nhận được 2 túi quần áo từ Steve J & Yoni P.
Ngày hôm sau, họ đã có một buổi quay video thời trang dưới nước và họ sẽ phải thể hiện theo một chủ đề cụ thể. Vào buổi đánh giá ngày tiếp theo với sự xuất hiện giám khảo khách mời là Cha Eun Taek & Choi Yong Seok, Yeon Hee là người được gọi tên đầu tiên còn Ji Su là thí sinh tiếp theo bị loại.
- Khách mời đặc biệt: Nam Yong Seop, Steve Jung, Yoni Pai, Choi Yong Seok, Cha Eun Taek

### Tập 9: Overseas to Cambodia & Oriental High Fashion
Khởi chiếu: 8 tháng 9 năm 2012
Sau khi Ji Su bị loại, 8 cô gái còn lại đã háo hức khi biết được họ sẽ được ra nước ngoài. Ngày hôm sau, họ được bay tới Siem Reap và đã có một ngày thư giãn sau khi di chuyển tới khách sạn Starry Angkor và tham quan Chợ đêm Angkor. Ngày tiếp theo, họ được đưa tới trường tiểu học Srash Kvaw và Yeon Hee sẽ chia cặp với nhau vì được gọi tên đầu tiên ở tập trước cho thử thách làm giáo viên trong một ngày, khi họ sẽ sinh hoạt với các bé, phụ trách buổi trưa và kết thúc bằng một buổi trình diễn thời trang trong những chiếc áo trắng được trang trí cùng với các bé. Kết quả là Cho Won & So Ra chiến thắng thử thách và sẽ được quyên góp 300 bộ dụng cụ học tập dưới tên họ.
Ngày hôm sau, họ được đưa tới đền Bayon cho buổi chụp hình tiếp theo theo phong cách thời trang cao cấp của Phương Đông, cùng với việc Cho Won & So Ra sẽ được thêm 10 lần bấm máy cho buổi chụp hình bằng cách lấy đi từ Yeon Hee & Jin Kyung vì giành chiến thắng thử thách ngày hôm qua. Vào buổi đánh giá ngày kế tiếp với sự xuất hiện giám khảo khách mời là Bo Lee, Min Jung là người được gọi tên đầu tiên còn Se Hee là thí sinh tiếp theo bị loại.
- Nhiếp ảnh gia: Bo Lee

### Tập 10: Overseas to Vietnam & Le Petit Prince
Khởi chiếu: 15 tháng 9 năm 2012
7 cô gái còn lại đã tiếp tục hành trình khi họ được bay tới Thành phố Hồ Chí Minh và sau đó di chuyển qua đêm tới Mũi Né. Sau khi di chuyển tới khu nghỉ dưỡng Anantara Mui Ne, họ gặp Mi Ae tại bãi biển Suối Nước cho một buổi học lướt sóng, trước khi có thử thách tạo dáng trong khi đứng trong chiếc thúng được kéo lê trên biển. Kết quả là Yeon Hee chiến thắng thử thách và sẽ được một buổi mua sắm từ H&M trị giá ₩3.000.000. Quay về khu nghỉ dưỡng, họ đã có một bữa tối bên hồ bơi.
Ngày tiếp theo, các cô gái đã có một buổi sáng thư giãn ở khu nghỉ dưỡng. Sau đó, họ được đưa tới Đồi cát Mũi Né cho buổi chụp hình tiếp theo cho túi xách Metrocity, cùng với việc Yeon Hee sẽ được phép đổi trang phục với người khác cho buổi chụp hình vì giành chiến thắng thử thách ngày hôm qua và cô đổi với So Hyun. Ngày hôm sau, họ đã quay về Seoul cho buổi đánh giá tiếp theo với sự xuất hiện giám khảo khách mời là Yang Jee Hae & Oh Joong Seok, Na Hyun là người được gọi tên đầu tiên nên sẽ được một phần quà từ Metrocity trị giá ₩3.000.000, còn Cho Won là thí sinh tiếp theo bị loại.
- Nhiếp ảnh gia: Oh Joong Seok
- Khách mời đặc biệt: Yang Jee Hae

### Tập 11: Real-Life Dolls
Khởi chiếu: 22 tháng 9 năm 2012
6 cô gái còn lại đã có thử thách đấu loại trực tiếp khi từng 2 người một sẽ tạo 1 kiểu dáng theo chủ đề được đặt ra, trong khi Mi Ae & Sang Hyuk theo dõi bọn họ qua máy quay để đánh giá. Kết quả là So Ra & Yeon Hee là 2 người chiến thắng thử thách nên sẽ bước vào thử thách cuối cùng là một buổi trình diễn thời trang cho bộ sưu tập Thu-Đông 2012 của MVIO, Yeon Hee chiến thắng thử thách và nhận được một buổi mua sắm trang sức từ Pandora trị giá ₩2.000.000.
Ngày hôm sau, họ đã có buổi chụp hình tiếp theo hóa thân thành những kiểu búp bê nghệ thuật và thời trang. Vào buổi đánh giá ngày tiếp theo, Jin Kyung là người được gọi tên đầu tiên còn Min Jung là thí sinh tiếp theo bị loại.
- Nhiếp ảnh gia: Shin Sun Hye

### Tập 12: Showtime
Khởi chiếu: 29 tháng 9 năm 2012
Do thể hiện tốt nhất ở buổi chụp hình cho túi xách Metrocity, Min Jung, Na Hyun & Yeon Hee sẽ được tham gia trình diễn thời trang cho Metrocity.
- Khách mời đặc biệt: Verbal Jint, Lee Ji Hoon

### Tập 13: Magic Circus
Khởi chiếu: 6 tháng 10 năm 2012
Hye Yeon, Mi Ae & Yoon Ju đến gặp 5 cô gái còn lại tại ngôi nhà chung cho một buổi nói chuyện và cùng xem lại vòng sơ tuyển của họ. Ngày hôm sau, họ đã có một buổi casting cho mỹ phẩm Make Up For Ever, khi họ sẽ có thử thách đầu tiên là tự trang điểm và giới thiệu sản phẩm một cách thuyết phục trước 2 giám khảo là chuyên gia trang điểm Go Jae Hee & giám đốc tiếp thị Shin Eun Young và Na Hyun là người bị loại trong thử thách này. Sau đó, 4 người còn lại sẽ bước vào thử thách cuối cùng là một buổi trình diễn thời trang với gương mặt được trang điểm. Kết quả là Yeon Hee chiến thắng thử thách và sẽ được xuất hiện trong chiến dịch quảng cáo cho Make Up For Ever, cùng với một buổi tối bên bố mẹ của cô.
Ngày hôm sau, họ đã có buổi chụp hình tiếp theo hóa thân thành những tay diễn xiếc thời trang, cùng với việc Jin Kyung sẽ được sắp xếp thứ tự chọn chủ đề diễn xiếc nào để chụp hình vì được gọi tên đầu tiên ở tập trước. Vào buổi đánh giá ngày tiếp theo với sự xuất hiện giám khảo khách mời là Cha Eun Taek, Yeon Hee là người được gọi tên đầu tiên còn Na Hyun & So Hyun là 2 thí sinh tiếp theo bị loại.
- Nhiếp ảnh gia: Hong Jang Hyun
- Khách mời đặc biệt: Go Jae Hee, Shin Eun Young, Cha Eun Taek

### Tập 14: Top Model Reunion
Khởi chiếu: 13 tháng 10 năm 2012
Yoon Ju cùng với 3 cô gái chung cuộc và 11 cô gái bị loại trước đó đã gặp nhau để trò chuyện về trải nghiệm của họ trong cuộc thi.

### Tập 15: Grand Final
Khởi chiếu: 20 tháng 10 năm 2012
Sau khi Na Hyun & So Hyun bị loại, 3 cô gái chung cuộc đã quay về cuộc sống thường ngày của họ. 3 tháng sau, họ được gặp lại nhau tại phòng trưng bày của nhà thiết kế Jang Min Young cho một buổi thử đồ của Demin. Sau đó, họ được đưa tới quản lí người mẫu ESteem Models và tiếp tục có một buổi thử đồ tại Issey Miyake. 2 ngày sau đó, họ đã có 2 buổi trình diễn thời trang cuối cùng cho 2 bộ sưu tập Thu-Đông 2012: cho Demin tại rạp chiếu phim CJ CGV ở Cheongdam và cho Issey Miyake tại khách sạn Grand Hyatt.
Ngày hôm sau, các cô gái đã được đưa tới studio Yong Jang Kwan cho buổi chụp hình cuối cùng cho ảnh bìa tạp chí W, khi họ sẽ chụp 2 ảnh bìa khác nhau nhưng sẽ đều được tạo kiểu giống nhau trong từng ảnh bìa. Vào buổi đánh giá cuối cùng với sự xuất hiện giám khảo khách mời là Song Kyung A, Yeon Hee là người đầu tiên bị loại, Jin Kyung trở thành á quân còn So Ra trở thành quán quân thứ ba của Korea's Next Top Model.
- Nhiếp ảnh gia: Hong Jang Hyun
- Khách mời đặc biệt: Jang Min Young, Song Kyung A, Jin Jung Sun, Park Seul Ki, Lee Ji Min, Choi Yoo Kyung

### Tập 16: B-cut
Khởi chiếu: 27 tháng 10 năm 2012
Đây là tập ghi lại khoảnh khắc và toàn bộ quá trình ghi hình từ đầu cuộc thi, cùng với hành trình của Jin Kyung, So Ra & Yeon Hee trong cuộc thi và cuộc sống của họ sau chương trình.

## Thứ tự gọi tên
| Thứ tự | Tập       | Tập                    | Tập       | Tập       | Tập       | Tập       | Tập       | Tập       | Tập       | Tập       | Tập       | Tập       | Tập             | Tập       |  |
| Thứ tự | 2         | 2                      | 3         | 4         | 5         | 6         | 7         | 7         | 8         | 9         | 10        | 11        | 13              | 15        |  |
| ------ | --------- | ---------------------- | --------- | --------- | --------- | --------- | --------- | --------- | --------- | --------- | --------- | --------- | --------------- | --------- |  |
| 1      | Cho Won   | So Ra                  | Cho Won   | Jin Kyung | So Hyun   | So Hyun   | Ji Su     | So Hyun   | Yeon Hee  | Min Jung  | Na Hyun   | Jin Kyung | Yeon Hee        | So Ra     |  |
| 2      | Se Hee    | Yeon Hee               | So Ra     | Min Jung  | Yeon Hee  | Yeon Hee  | So Ra     | Yeon Hee  | Cho Won   | Jin Kyung | Yeon Hee  | Na Hyun   | Jin Kyung       | Jin Kyung |  |
| 3      | So Hyun   | Seul Ki                | Mi Rim    | Na Hyun   | So Ra     | Han Bit   | Se Hee    | So Ra     | Na Hyun   | Yeon Hee  | Min Jung  | So Hyun   | So Ra           | Yeon Hee  |  |
| 4      | Eun Hwa   | Ji Su                  | Eun Hwa   | So Ra     | Na Hyun   | Cho Won   | Yeon Hee  | Cho Won   | So Hyun   | Cho Won   | Jin Kyung | So Ra     | Na Hyun So Hyun |           |  |
| 5      | Jin Kyung | Jin Kyung              | Jin Kyung | Yeon Hee  | Min Jung  | Se Hee    | Min Jung  | Jin Kyung | So Ra     | So Hyun   | So Ra     | Yeon Hee  | Na Hyun So Hyun |           |  |
| 6      | Ji Su     | Han Bit                | Na Hyun   | So Hyun   | Cho Won   | Na Hyun   | So Hyun   | Na Hyun   | Jin Kyung | So Ra     | So Hyun   | Min Jung  |                 |           |  |
| 7      | So Yeon   | Cho Won                | Ji Su     | Han Bit   | Se Hee    | Jin Kyung | Na Hyun   | Min Jung  | Se Hee    | Na Hyun   | Cho Won   |           |                 |           |  |
| 8      | Kyung Hee | Na Hyun                | Yeon Hee  | Se Hee    | Han Bit   | So Ra     | Jin Kyung | Ji Su     | Min Jung  | Se Hee    |           |           |                 |           |  |
| 9      | Min Jung  | Mi Rim                 | Se Hee    | Cho Won   | Jin Kyung | Eun Hwa   | Cho Won   | Se Hee    | Ji Su     |           |           |           |                 |           |  |
| 10     | Han Sol   | Min Jung               | Min Jung  | Mi Rim    | Eun Hwa   | Ji Su     | Han Bit   | Han Bit   |           |           |           |           |                 |           |  |
| 11     | Han Bit   | Se Hee                 | So Hyun   | Ji Su     | Kyung Hee | Min Jung  | Eun Hwa   |           |           |           |           |           |                 |           |  |
| 12     | Seul Ki   | Kyung Hee              | Kyung Hee | Eun Hwa   | Ji Su     | Kyung Hee |           |           |           |           |           |           |                 |           |  |
| 13     | Mi Rim    | Eun Hwa                | Han Bit   | Kyung Hee | Mi Rim    |           |           |           |           |           |           |           |                 |           |  |
| 14     | Yeon Hee  | So Yeon                | So Yeon   | So Yeon   |           |           |           |           |           |           |           |           |                 |           |  |
| 15     | Na Hyun   | So Hyun                | Seul Ki   |           |           |           |           |           |           |           |           |           |                 |           |  |
| 16     | So Ra     | Da Min Hae Rin Han Sol |           |           |           |           |           |           |           |           |           |           |                 |           |  |
| 17     | Hae Rin   | Da Min Hae Rin Han Sol |           |           |           |           |           |           |           |           |           |           |                 |           |  |
| 18     | Da Min    | Da Min Hae Rin Han Sol |           |           |           |           |           |           |           |           |           |           |                 |           |  |

     Thí sinh bị loại
     Thí sinh bị loại trước khi vào phòng đánh giá
     Thí sinh chiến thắng cuộc thi
- Trong quá trình casting tập 2, từ 30 cô gái đã giảm xuống còn 16 người dự thi sẽ chuyển sang thi đấu thực sự. Thứ tự gọi tên của tập 1 không phản ánh tới phần thể hiện của họ khi casting. Thêm vào đó, thêm 2 cô gái nữa (Da Min & Hae Rin) sau đó được bổ sung và cuối cùng lên đến 18 thí sinh.
- Trong phần hai của tập 2, Da Min, Hae Rin, Han Sol và So Hyun rơi vào cuối bảng. Chỉ có So Hyun được cứu và loại ba thí sinh trước đó.
- Trong tập 7, Eun Hwa bị loại vì có phần thể hiện tệ nhất trong thử thách casting cho Major Model Management.
- Tập 13 có loại trừ kép với ba thí sinh rơi vào cuối bảng.
- Tập 14 là tập tái hợp với các thí sinh tham gia trong suốt mùa 3. Da Min, Hae Rin, Han Sol và Seul Ki không tham gia trong tập này.

### Buổi chụp hình
- Tập 2: Tạo dáng ở sân bay (casting); Nữ thần của thiên nhiên ở đảo Jeju
- Tập 3: 5 người con giống nhau
- Tập 4: Vận động viên của Thế vận hội 2012
- Tập 5: Quảng cáo cho nước ép cam Petitzel
- Tập 6: Điệp viên bí mật trên tòa nhà chọc trời
- Tập 7: Cô dâu ma cà rồng với người mẫu nam
- Tập 8: Phim thời trang: Thoát ra từ dưới biển
- Tập 9: Nữ hoàng phương Đông trong ngôi đền
- Tập 10: Tạo dáng trên sa mạc cho Metrocity
- Tập 11: Búp bê buồn đời thực
- Tập 13: Diễn viên xiếc trên không
- Tập 15: Ảnh bìa tạp chí W